# Colin Jones (photographe)
Pour les articles homonymes, voir Colin Jones et Jones.
Colin Jones (né en 1936 et mort le 22 septembre 2021,) est un danseur de ballet anglais devenu photographe et photojournaliste prolifique de la Grande-Bretagne d'après-guerre. Jones a documenté des facettes de l'histoire sociale aussi diverses que la disparition de la vie industrielle des bassins houillers du Nord-Est (Grafters), la jeunesse afro-caribéenne délinquante à Londres (The Black House), le « Swinging London » hédoniste des années 1960 avec des photos de The Who au début de leur carrière, les émeutes raciales de 1963 en Alabama, Leningrad à l'époque soviétique et les vestiges d'une Grande-Bretagne rurale aujourd'hui disparue.

## Danseur de ballet
Jones est né en 1936. Son enfance a été marquée par la guerre ; son père, un imprimeur du quartier de Poplar, dans l'East End de Londres, a servi comme soldat lors de la campagne de Birmanie . La famille de Jones est évacuée vers l'Essex et, à 16 ans, il a déjà fréquenté treize écoles tout en luttant contre la dyslexie, lorsqu'il commence les cours de ballet. En 1960, Jones fait son service militaire dans le Régiment Royal de la Reine. Fraîchement sorti de l'armée, Colin rejoint le Royal Opera House, puis le Touring Royal Ballet dans une tournée mondiale de neuf mois. Jones épouse la grande ballerine Lynn Seymour . Il achète son premier appareil photo, un télémètre Leica 3C, en 1958 et commence à photographier les danseurs et la vie dans les coulisses. Jones admire la lumière disponible  des photographies de coulisses de Michael Peto, un hongrois émigré, qui a accepté d'être son mentor.
«Il y avait un photographe hongrois du nom de Mike Peto qui fréquentait le corps du ballet quand j'étais danseur. Il ne prenait pas les photos comme les autres. Il se glissait dans notre dos, lorsque l'on se prélassait. Les danseurs s'animent devant le rideau, mais il voulait casser la réalité: l'ennui sans fin des répétitions dans les salles d'église poussiéreuses du Nord-Est, la misère de tout cela. Il m'a vraiment inspiré et je suis devenu obsédé par le travail d'autres photographes d'Europe centrale tels qu'André Kertesz, qui a également eu une grande influence sur Cartier-Bresson . " 

## Photographe
Jones a profité des tournées de la compagnie de ballet pour photographier abondamment dans les rues de Tokyo, Hong Kong et du quartier des Gorbals de Glasgow en 1961. Lors d'un trajet en voiture entre Newcastle et Sunderland avec d'autres danseurs cette année-là, il aperçut, au nord de Birmingham, des chercheurs de charbon sur les dépotoirs. En 1962, après avoir changé de carrière pour devenir photographe pour The Observer, il y retourne pour produire une série de photographies représentant les travailleurs pauvres et les mineurs en voie de disparition dans le nord-est de l'Angleterre, publiant plus tard Grafters ,, Avec The Observer, il travaille aux côtés des photographes Philip Jones Griffiths et Don McCullin . Des commandes l'ont emmené à New York en 1962; sur les docks de Liverpool en 1963; à Birmingham, en Alabama, pour couvrir les émeutes raciales aux États-Unis, où il a réalisé des portraits de «Bull» Connor et du Dr Martin Luther King en 1963; Leningrad, URSS en 1964. En 1966, il photographie le groupe de rock britannique The Who au début de leur carrière,, et Pete Townshend, puis Mick Jagger en 1967. Il voyage aux Philippines en 1969 où il documente le commerce du sexe. Il a fait le portrait de danseurs importants, dont Rudolph Noureev pour plusieurs publications,.

## The Black House
En 1973, Jones a été mandaté par le Sunday Times Magazine pour documenter le projet de logement Harambee basé à Islington pour la jeunesse afro-caribéenne (« Harambee » est un mot swahili qui signifie « rassembler »). La couverture du Sunday Times, « Au bord du ghetto », est le fruit de ses fréquentes visites à la maison mitoyenne délabrée de Holloway Road, un refuge pour jeunes hommes noirs en difficulté dirigé par un migrant charismatique des Caraïbes, le frère Herman Edwards. La police s'y rendait fréquemment, le voisinage se plaignant du bruit et de la surpopulation. Jones gagna la confiance des jeunes qu'il put alors photographier. Le bâtiment a été nommé The Black House à la fois par les résidents et par les éditeurs de journaux à sensation qui tentaient de l'associer à la réputation de la tristement célèbre communauté anarchiste « Black House » également située sur Holloway Road, dirigée par Michael de Freitas et qui avait fermer ses portes à l'automne 1970 et brûlé plus tard dans des circonstances suspectes. Cette première génération de jeunes afro-caribéens à naître en Grande-Bretagne a connu des préjugés en matière d'éducation, d'emploi et de droit, et Jones a humanisé ce qui avait été jusque là un sujet d'actualité traité de manière  unilatérale. Soutenu par des subventions de la Fondation Gulbenkian et du Conseil des Arts, Jones a continué à photographier le projet jusqu'en 1976 année où ce dernier a été dissous.

## Reconnaissance
Le travail de Jones a été publié dans des publications majeures telles que Life, National Geographic , Geo et Nova ainsi que dans de nombreux suppléments pour les principaux journaux , notamment The Sunday Times, qui a surnommé Jones «Le George Orwell de la photographie britannique». Par la suite, il couvre des affectations à travers le monde, y compris la Jamaïque en 1978; les indigènes des Nouvelles-Hébrides et du Zaïre en 1980; Tom Waits à New York, 1981; L'archipel de San Blas en 1982; L'Irlande en 1984; Xian, Chine en 1985; Ladakh dans le nord de l' Inde 1994  et Bunker Hill, Kansas en 1996.
Des expositions individuelles ont été consacrées à son travail: The Black House: Colin Jones à la Photographers 'Gallery à Londres, 4 mai - 4 juin 1977 , ainsi que dans d'autres galeries (voir les expositions ci-dessous). Les Young Meteors  de Martin Harrison ont associé Jones à d’autres photographes britanniques importants, dont Don McCullin et Terence Donovan. En 2013, le Victoria and Albert Museum a acquis trois des photographies historiques de Jones de la série The Black House, ainsi qu'une photographie de Dennis Morris représentant la Black House originale associée à Michael X, tous deux acquis dans le cadre de Staying Power, un partenariat de cinq ans entre les archives V&A et les Black Cultural Archives, préservant l'expérience des Noirs britanniques des années 1950 aux années 1990 à travers des photographies et des histoires orales. Le Conseil des Arts a également acheté son œuvre.

## Expositions
Expositions individuelles
- Les Who: Colin Jones, Aperture Leica, Londres,[réf. nécessaire] Mai 2019 - décembre 2020
- The Black House: Colin Jones, The Photographers 'Gallery, Londres, 4 mai - 4 juin 1977[réf. nécessaire]
- The Black House - Colin Jones, Michael Hoppen Gallery, Londres, juin-juillet 2007[réf. nécessaire]
- Cinquante ans de The Who de Colin Jones, Proud Camden, 6 février - 23 mars 2014 [24]
- Une vie avec le Royal Ballet par Colin Jones, fier Chelsea, 29 janvier - 1er mars 2015  [25]
- Rétrospective - Colin Jones, Michael Hoppen Gallery, Londres, mai-juin 2016

Expositions collectives
- Country Matters, James Hyman Gallery, Londres, septembre-novembre 2013. Photographies de Jones, Bert Hardy, Roger Mayne, Tony Ray-Jones, Homer Sykes, Chris Killip, Sirkka-Liisa Konttinen, Martin Parr, Mark Power, Anna Fox et Ken Grant[21],[26]
- Jérusalem, Michael Hoppen Gallery, Londres, octobre-novembre 2011. Photographies de Jones, John Davies, Charles Jones[27].
- Étoiles de l'Est - Peter Blake, Colin Jones, Frank Worth, Britart Gallery, Londres, décembre 2002 [28]

## Publications
Publications de Colin Jones
- Grafters, Phaidon, 2002  (ISBN 978-0-7148-4253-0).

Publications en collaboration
- Great Rivers of the World, Londres, Hodder & Stoughton, 1984  (ISBN 978-0008383381). Édité par Alexander Frater et avec des photographies de Jones.
- The Black House, Munich-Londres, Prestel, 2006  (ISBN 978-3791336718). Photographies de Jones et texte de Mike Phillips.